# Fundació Gabriel García Márquez per al Nou Periodisme Iberoamericà
La Fundació Gabriel García Márquez per al Nou Periodisme Iberoamericà (FNPI) és una institució sense ànim de lucre creada per Gabriel García Márquez amb la finalitat de treballar per l'excel·lència del periodisme i la seva contribució als processos de democràcia i desenvolupament dels països iberoamericans i del Carib, a través de tallers i seminaris de formació i intercanvi entre periodistes, col·laboració entre xarxes i estímuls al desenvolupament professional.

## Línies d'actuació
Cada any la FNPI organitza en benefici dels periodistes dels països iberoamericans, directament o en aliança amb altres institucions, una oferta d'activitats i serveis composta per tallers, seminaris, conferències, publicacions, premis, xarxes de suport i intercanvi i recursos digitals per compartir coneixement i experiències.
Aquestes activitats i serveis de la FNPI s'emmarquen en programes i projectes enfocats a desenvolupar els objectius estratègics de quatre línies d'actuació:
1. Narració periodística: formar en reporterisme, relat i edició d'històries amb valor periodístic, estimular el periodisme narratiu i impulsar noves generacions d'autors periodístics.
2. Ètica periodística i sostenibilitat dels mitjans: ajudar amb consultes, debats, guies d'actuació i estàndards a orientar una pràctica professional honrada i eficaç, dins de les canviants condicions dels mitjans i el periodisme contemporani.
3. Recerca, cobertura i opinió sobre temes claus per a Amèrica Llatina: millorar les capacitats de periodistes i mitjans interessats en processos informatius de qualitat, que contribueixin a la comprensió i debat públic, sobre temes claus per a l'enfortiment dels sistemes democràtics, la garantia dels drets humans, el desenvolupament sustentable, inclusiu i competitiu dels nostres països, així com la seva integració cultural, econòmica i política.
4. Innovació i mitjans digitals: facilitar la difusió, apropiació i aprofitament de les possibilitats que per al periodisme d'excel·lència ofereixen els mitjans digitals, la innovació, la participació de les audiències i la creació de serveis periodístics en xarxa.

## Mestres de la FNPI

### Consell Rector
- Héctor Abad Faciolince
- Jon Lee Anderson
- Rosental Alves
- Carlos Fernando Chamorro
- Martín Caparrós
- Joaquín Estefanía
- Héctor Feliciano
- Jean François Fogel
- Mónica González
- Sergio Ramírez
- Germán Rey
- María Teresa Ronderos

### Directors de taller
- Alberto Salcedo Ramos
- Alma Guillermoprieto
- Alex Grijelmo
- Álvaro Sierra
- Arturo Larena
- Bruno Patiño
- Cristian Alarcón
- Daniel Santoro
- David Welna
- Francis Pisani
- Francisco Goldman
- Donna de Cessés
- Geraldinho Petxina de pelegrí
- Guillermo Culell
- Gumersindo Lafuente
- Javier Darío Restrepo
- Jonathan Levi
- Juan Gossaín
- Juan Villoro
- Julio Villanueva Chang
- Leila Guerriero
- Luis Miguel González
- Marcelo Beraba
- Marcelo Franco
- Mario Tascón
- Miguel Ángel Bastenier
- Olga Lucía Lozano
- Pablo Corral
- Phil Bennett
- Sergio Muñoz Bati
- Stephen Ferri

### Mestres convidats
- Alexandra García
- Ana Arana
- Anne Midgette
- Ángela Posada Swafford
- A. O. Scott
- Andreu Missé
- Arturo Guerrero
- Bettina Ambach
- Carlos Eduardo Hortes
- Caco Barcellos
- Daniel Samper Pizano
- Darío Fernando Patiño
- Diego Fischerman
- Esther Vargas
- Fernanda Solórzano
- Francine Prose
- Gervasio Sánchez
- Hernando Álvarez
- Ignacio Fernández Bayo
- James Breiner
- Joaquín Fernández Sánchez
- José Ribas
- Josefina Licitra
- Juanita León
- Julio Blanck
- Mandalit Del Barco
- Mar Cabra
- Marcelo Canellas
- Mario Jursich
- Matthew Caruana-Galizia
- Marta Ruíz
- Rafael Argullol
- Roberto Herrscher
- Santiago Gamboa
- Steven Dudley
- Xaquín González

## Premi Gabriel García Márquez de periodisme
La Fundació Gabriel García Márquez per al Nou Periodisme Iberoamericà institueix el Premi Gabriel García Márquez de periodisme amb l'objectiu d'oferir un guardó per incentivar la cerca de l'excel·lència, la innovació i la coherència ètica per part de periodistes i mitjans que treballin i publiquin en les llengües espanyola i portuguesa als països d'Amèrica, incloent-hi Estats Units i Canadà, i la península Ibèrica, amb inspiració en els ideals que van portar a Gabriel García Márquez a constituir la FNPI.